# Joel Adams
Joel Adams (sinh ngày 16 tháng 12 năm 1996) là một ca sĩ-nhạc sĩ sáng tác bài hát pop/soul người đến từ Queensland, Australia. Anh được biết với single đầu tay "Please Don't Go" năm 2015.

## Sự nghiệp
Joel Adams bắt đầu được mọi người biết đến vào năm 2012, ở tuổi 15 khi cover ca khúc "The Girl is Mine" của Michael Jackson và Paul McCartney tại The X Factor của Úc (dưới cái tên Joel Goncalves). Sau khi được xem là ca sĩ trẻ và hứa hẹn nhất, Adams đã bị loại tại bootcamps.
Anh phát hành single đầu tay "Please Don't Go" vào tháng 10 năm 2015, single xuất hiện lần đầu trên ARIA Chart tại vị trí số 88 vào tháng 2 năm 2016 và sau đó vị trí cao nhất là 55. Single cũng đạt vị trí số 54 tại Canadian Hot 100, số 6 tại Thụy Điển và vị trí thứ 11 ở Na Uy. Bài hát cũng xuất hiện trên UK Independent Single Breakers Charts tới 42 tuần và giữ vị trí số 1 nhiều tuần trong tháng Sáu, tháng Bảy, tháng Tám, thàng Chín năm 2016. Bài hát cũng lọt vào nhiều bảng xếp hạng tại nhiều quốc gia nhữ Mỹ, Anh, Canada, Úc,...Tính đến ngày, ca khúc này đã được xem trực tiếp hơn 220 triệu lần và video âm nhạc đã được xem hơn 40 triệu lần. Trong một cuộc phỏng vấn với The Music Network vào tháng 11 năm 2016, Adams thông báo rằng album đầu tay của mình đã hoàn thành và sẽ được ra mắt sớm. Adams đã dành phần lớn năm 2016 để viết và thu âm nhạc, chủ yếu là khi sống ở London và Stockholm
.Trong tháng 10 năm 2016, Adams xếp thứ 16 tại Danh sách những nghệ sĩ có ảnh hưởng nhất trên thế giới của Spotify's 25 Under 25, trong đó có tên các nghệ sĩ âm nhạc có ảnh hưởng nhất ở độ tuổi dưới 25.

## Cuộc sống cá nhân
Joel là đã tốt nghiệp tại Marist College Ashgrove ở Brisbane, Úc.
Nghệ danh của Joel là tên thời niên thiếu của mẹ anh. Anh đã đổi tên của mình từ Goncalves sang Adams bởi cái tên kia khó phát âm và là xuất phát từ nguồn gốc Bồ Đào Nha của anh. Anh được quản lý bởi Walker Hines (chính trị gia từ Louisiana) và ký hợp đồng với Will Walker Records, LLC, một công ty cổ phần tư nhân -backed, hãng thu âm độc lập có trụ sở tại New Orleans, Louisiana.

## Thống kê
| Tên               | Năm phát hành | VỊ trí cao nhất trên bảng xếp hạng | VỊ trí cao nhất trên bảng xếp hạng | VỊ trí cao nhất trên bảng xếp hạng | VỊ trí cao nhất trên bảng xếp hạng | VỊ trí cao nhất trên bảng xếp hạng | VỊ trí cao nhất trên bảng xếp hạng | VỊ trí cao nhất trên bảng xếp hạng |
| Tên               | Năm phát hành | ÚC                                 | CANADA                             | CH SÉC                             | IRELAND                            | NA UY                              | THỤY SĨ                            | ANH                                |
| ----------------- | ------------- | ---------------------------------- | ---------------------------------- | ---------------------------------- | ---------------------------------- | ---------------------------------- | ---------------------------------- | ---------------------------------- |
| "Please Don't Go" | 2015          | 55                                 | 54                                 | 25                                 | 34                                 | 11                                 | 6                                  | 50                                 |